# Rime (videogioco)
Rime (stilizzato RiME) è un videogioco d'avventura-puzzle del 2017 sviluppato dalla Tequila Works.
Inizialmente il gioco aveva il titolo Echoes of Siren, e doveva essere pubblicato dalla Microsoft ma il progetto fu rigettato. Successivamente fu la Sony ad interessarsi del progetto per la PS4 per la quale uscì anche il primo trailer al Gamescom 2013. Sarà però solo nel 2016 che il gioco arriverà a sviluppo dopo che i diritti sulla proprietà intellettuale furono acquistati dalla Tequila Works.

## Modalità di gioco
Il giocatore impersona un ragazzo che deve fuggire da un'isola e da una maledizione. Il gioco è un puzzle game in un open world mitigato dell'isola, in cui non ci saranno dialoghi e nemmeno combattimenti; esiste infatti di base una struttura a livelli. Il design del gioco utilizza l'ambiente dell'isola stessa per creare enigmi ambientali, mentre la narrazione è data dalle melodie senza alcuna voce. Nel gioco ci saranno delle statue che aiuteranno a risolvere gran parte degli enigmi e ad aprire passaggi segreti, le quali sono attivabili grazie alle grida del ragazzo. Alcune statue in alcuni enigmi saranno nascoste, per cui si dovrà lavorare perlopiù sulle ombre. Riguardo ai paesaggi, invece, sono ispirati ad alcuni scenari del Mediterraneo. Vi è inoltre una meccanica giorno-notte, che influenza sia il gioco che l'aspetto visivo.

## Trama
Rime inizia con il risveglio del protagonista che indossa un mantello rosso, un ragazzo di nome Enu, naufragato sulla spiaggia di una misteriosa isola. Mentre il ragazzo inizia ad esplorare l'isola, guidato da una magica volpe, incontra un misterioso uomo con un mantello rosso in varie occasioni, ma non riesce mai a parlare con lui. Alla fine del primo livello, entrando nella torre più alta dell'isola, lo vede in cima ad aspettarlo. Per scoprire la verità, dovrà affrontare diversi enigmi nelle altre parti dell'isola che dovrà esplorare salendo nella torre, in cui incontrerà alcuni personaggi che rappresenteranno principalmente i sentimenti e le emozioni. Durante il progresso del gioco, il ragazzo ricollegherà il perché lui si trovi su quell'isola e soprattutto scoprirà che quell'uomo con il mantello rosso era suo padre. Il padre viaggiava con lui per mare prima del naufragio e il drappo rosso che il ragazzo porta con sé è stato strappato dal mantello del padre che cercava di trattenerlo, affinché non cadesse in acqua. Dopo aver raggiunto il cuore dell'isola ed essere riuscito ad arrivare in cima alla torre, il ragazzo lascia l'isola e il suo spirito raggiunge il padre, implicando che sia morto. Il padre, alla fine, decise di rassegnarsi, lasciando il pezzo di mantello nel vento, apparentemente accettando l'idea che suo figlio sia ormai perso.
In sintesi, il gioco prevede di attraversare cinque capitoli lungo lo svolgimento:
- Negazione: il ragazzo si sveglia sulla spiaggia, dove poco più avanti vede di fronte a sé una torre molto alta, dove lo condurrà all'interno quell'uomo misterioso col mantello rosso, incontrato in varie occasioni nel corso del capitolo. Incontrerà inoltre una volpe magica, che lo guiderà per quasi tutto il gioco;
- Rabbia: il ragazzo verrà trasportato in un deserto molto vasto, dove si dovrà schivare un grosso rapace furioso, esplorando nel contempo catacombe abbandonate. Ci sono molte minacce da affrontare qui, inclusi nuovi tipi di rompicapo più complessi che richiederanno molta pazienza;
- Patteggiamento: il ragazzo si ritroverà in una stanza gigantesca piena di porte che lo trasporteranno in luoghi privi di senso logico, mentre le situazioni cominceranno a diventare sempre più strane. Viaggiando nel tempio, si incontreranno dei robot aventi la funzione di sentinelle, ombre pericolose e mezzi strategici per combattere l'oscurità;
- Depressione: il ragazzo verrà colpito da una profonda depressione che lo spedirà in una piccola isola piovosa fatta di roccia nera e liscia. Le sentinelle, incontrate nel capitolo precedente, apriranno le porte e sfonderanno delle pareti, liberando alcuni passaggi alternativi. Arrivato all'ultima porta, il ragazzo implora l'ultima sentinella rimasta, cioè quella che aveva creato, di restare in vita, ma senza successo e, di conseguenza, il suo pianto. Aperta l'ultima porta, si dovranno cercare quattro statue nascoste per poter accedere al nucleo dell'isola;
- Accettazione: è il capitolo più breve, in cui non ci saranno enigmi da risolvere, ma riserva un finale emotivo. Il ragazzo si sveglierà da un letto e, alla fine di un corridoio dallo sfondo bianco e nero, incontrerà la figura di suo padre che, sfiorandola, svanirà e apparirà un buco enorme. Il ragazzo si butterà e la scena cambierà: si impersonerà il padre; egli aprirà la stanza del figlio, dove saremo liberi di dare un'occhiata in giro, in cui si troveranno tutti i giocattoli che il ragazzo ha trovato nel corso del gioco. Infine, andando verso la porta, il padre vedrà apparire sul letto lo spirito del figlio, dove lo andrà ad abbracciare, per poi scomparire. Poi si ritrova tra le mani il pezzo di mantello strappato dalla giacca del figlio e, dirigendosi verso la finestra, accettando la sua consapevolezza di non poter fare più nulla, lo lascia andare via nel vento.

Finale alternativo: in tutti i capitoli del gioco, eccetto l'ultimo, è presente un'ombra bianca: il ragazzo, quando incontrerà ciascuna di esse, svanirà nell'aria. Se si riusciranno a trovare tutte e quattro, durante l'abbraccio del padre allo spirito del figlio nel finale, si vedrà dietro di lui anche lo spirito della madre defunta che lo consola, per poi svanire assieme al ragazzo.

## Sviluppo
Inizialmente lo sviluppo avvenne in contemporanea con lo sviluppo di Deadlight. Inizialmente doveva essere un gioco RPG in terza persona con il nome di Echoes of Siren; il gioco prevedeva attività di caccia e crafting durante il giorno. La preparazione ai combattimenti prevedeva anche torri difensive durante il ciclo notturno. Altri elementi chiavi di gioco erano l'esplorazione con un avatar da sviluppare e costumizzare. Il game fu offerto alla Microsoft come un'esclusiva Xbox Live Arcade e un possibile gioco per Windows 8; inizialmente la Microsoft iniziò a produrlo, però successivamente, a seguito di un cambio di politiche societarie, lo sviluppo fu abbandonato. Successivamente fu la Sony ad interessarsi dello sviluppo come esclusiva PlayStation 4, ma anche questo progetto fallì. Fu solo dal Settembre 2016, dopo l'acquisto dei diritti da parte della Tequila Works, che il gioco iniziò ad essere sviluppato abbandonando però sia il nome originario, sia rivoluzionando di base tutto il comparto del gameplay.

## Accoglienza
Rime ha avuto una generale critica positiva, grazie alla storia e agli enigmi ambientali ben fatti che presenta.
| Pubblicazione          | Voto |
| ---------------------- | ---- |
| SpazioGames.it su Rime | 8    |
| everyeye.it su Rime    | 8    |